# Colona blancoi
Colona blancoi är en malvaväxtart som först beskrevs av Robert Allen Rolfe, och fick sitt nu gällande namn av Elmer Drew Merrill. Colona blancoi ingår i släktet Colona och familjen malvaväxter. Inga underarter finns listade i Catalogue of Life.